# Вільям Газліт

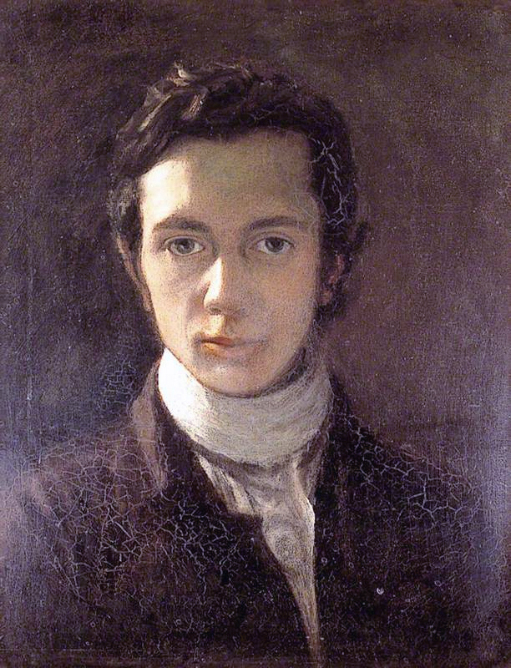
Автопортрет

Вільям Газліт (англ. William Hazlitt; 1778—1830) — англійський письменник і критик, один з класиків англійської есеїстики, спадкоємець традицій Джозефа Еддісона і Річарда Стіла, популяризатор творчості Шекспіра. Його стиль вирізняють енергія, ентузіазм, ясність викладу при збентеженості тону.

## Життя і творчість
Перші дитячі роки Вільяма Газліта пройшли в Ірландії і Новій Англії, куди його батько, пастор-унітаріанець, приїхав, щоб заснувати першу унітаріанську церкву Бостона. Коли хлопчикові було 9 років, родина Газлітів облаштувалася в графстві Шропшир у містечку Вем. Маючи труднощі з письмовою мовою, Вільям рано проявив інтерес до живопису. У 1802 році він відвідував Лувр з метою копіювання шедеврів «старих майстрів».
До того часу Вільям Газліт вже звів знайомство з найяскравішими представниками англійського романтизму — Колріджем, Вордсвортом, Чарлзом Лемом. Він захоплювався сестрою Лема, Мері, однак врешті освідчився її подрузі Сарі Стоддарт, дочці редактора газети The Times. У 1808 році після весілля подружжя виїхало в Солсбері, де винайняло будиночок в декількох кілометрах від міста.
У юнацтві, маючи намір присвятити своє життя служінню церкві, Вільям Газліт захоплено читав філософські праці сучасників. Його першою книгою став філософський трактат «Про принципи людських вчинків» (1805). Певний час він заробляв на життя читанням філософських лекцій для лондонської публіки і публікацією заміток на різні теми в газеті The Morning Chronicle.
Друга половина 1810-х років стала для нього найбільш плідним часом. Його численні критичні статті на тему англійської театральної сцени були видані окремою книгою 1818 року. Колонка, яку він вів у журналі Лі Ганта The Examiner, дала матеріал для двотомної збірки «Круглий стіл» (1817). У тому ж році були надруковані «Персонажі п'єс Шекспіра» — книга, в якій висловлюється невпинне захоплення з приводу всіх без винятку робіт драматурга. У 1818-19 роках побачили світ лекції Газліта про англійських поетів і гумористів, а також книга про драматургів єлизаветинської епохи.
Тим часом відвертість, з якою Вільям Газліт висловлював свої думки в журналах, нажила йому чимало недругів, особливо в стані торі, які розгорнули проти нього журнальну війну. Частішали суперечки навіть з близькими друзями. Закохавшись у доньку свого орендодавця, молодшу за нього на 22 роки, Вільям Газліт розірвав стосунки з дружиною. Їх розлучення було узаконене у 1822 році. Нова книга «Вільна любов, або Новий Пігмаліон» (1823), свого роду щоденник цієї пристрасті, була сприйнята як виклик громадській думці.
У 1824 році Вільям Газліт закінчив «Нариси про основні картинні галереї Англії» і, уклавши шлюб з вдовою місіс Бріджвотер, вирушив у тривалу подорож Європою. «Подорожні нотатки» Газліта стануть настільною книгою Гейне. У Франції він написав 4-томне «Життя Наполеона», свого давнього кумира; ця біографія побачила світ вже після смерті автора. Після повернення до Англії сімейне життя Вільяма Газліта знову почало штормити — син від першого шлюбу не міг порозумітися з мачухою. Письменник став на бік сина і переїхав до нього в квартиру. Наприкінці життя він працював над книгою діалогів зі своїм старим другом, художником Норткотом.
У 1823-25 роках Вільям Газліт опублікував дві книги нарисів, які можна вважати підсумковими. Це збірка живих, найчастіше вкрай уїдливих портретів діячів сучасної політики — «Дух епохи» (The Spirit of the Age) і книга нарисів на вільні теми «Застільні бесіди» (Table-Talk). Остання привернула увагу Олександра Пушкіна, який залишив на її полях нотатки і навіть взявся складати власний Table-Talk.